# Kontext (Urkundenlehre)
Mit dem Ausdruck Kontext (Etymologie: siehe Kontext) wird im Rahmen der Diplomatik (Lehre der mittelalterlichen und frühneuzeitlichen Urkunden) der Teil einer Urkunde bezeichnet, der zwischen den einleitenden und abschließenden Floskeln (Protokoll und Eschatokoll) eine allgemeine Einleitung (Arenga: vor allem religiös begründete Motivation der Urkunde; Promulgatio: Verkündungsformel; Narratio: konkrete Gründe zur Ausstellung der Urkunde) und den eigentlichen Rechtssachverhalt (Dispositio) enthält sowie eventuell Strafen bei einer Verletzung des Urkundeninhaltes (Sanctio) und die Beglaubigungsmittel der Urkunde (Corroboratio) ankündigt.